# Edwinjoycea horologium
Edwinjoycea horologium là một loài chân đều trong họ Arcturidae. Loài này được Menzies & Kruczynski miêu tả khoa học năm 1983.